# اجنيس نانو
اجنيس نانو (بالإيطالية: Agnese Nano)‏ هي ممثلة إيطالية، ولدت في 5 نوفمبر 1965 بروما في إيطاليا.

## أعمال

### أفلام
- (1988) سينما باراديزو الجديدة
- (1993) الصمت الطويل

## وصلات خارجية
- اجنيس نانو على موقع IMDb (الإنجليزية)
- اجنيس نانو على موقع روتن توميتوز (الإنجليزية)
- اجنيس نانو على موقع ألو سيني (الفرنسية)
- اجنيس نانو على موقع أول موفي (الإنجليزية)
- اجنيس نانو على موقع قاعدة بيانات الأفلام السويدية (السويدية)
- اجنيس نانو على موقع قاعدة بيانات الفيلم (الإنجليزية)
- اجنيس نانو على موقع كينوبويسك (الروسية)